# واسیلی پروف
واسیلی گریگورویچ پروف (به روسی: Васи́лий Григо́рьевич Перо́в) یکی از نقاشان اهل روسیه بود.
پروف در زمانی که جامعه برای یک ضد دموکراتیک که طرفدار مطلق گرائی و رژیم سلطنتی روسیه بود متولد شد. در آن دوره شعار انقلابی خوانده می‌شد و مشکلات اجتماعی اهالی روسیه نمایان شد. پس لازم بود که فرهیختگان بیشتر از ترقی اجتماعی اطلاع یابند. وقتی که مشکلات همفکری در جمع کشورهای ستمگر بود، پروف یک راهنما در تربیت هنرمندان روسیه بود که دوره زندگیشان را در اواخر دههٔ ۱۸۵۰ تا اوایل ۱۸۶۰ شروع می‌کردند.
پروف در آثارش تقریباً همیشه از نقاشی کردن واقع گرایانه و پابرجا در زندگی‌اش و شیوه هنرمندانه‌اش استفاده می‌کرد که همیشه حاکی از این بود که از زمان گذشته مطالبی دربارهٔ اعتبار به حقیقت و گاهی حتی کاوش و اندیشه سختی دربارهٔ هنرمندان داشتند اما در اصل پروف یک آفریننده موفق است که یگانگی و پیوستگی ایجاد کرد که به دنبال آن آفرینش و نوآوری در کارهایش ظاهر شد. از آنجائی که پروف خود فردی وظیفه‌شناس بود و امر به عدالت می‌کرد آثار او مانند یک هنر دست نخورده، راستکار و خالی از درخشندگی ظاهر باقی‌ماند.

## زندگی‌نامه
واسیلی پروف در چهارم ژانویهٔ سال ۱۸۳۴ (۲۳ دسامبر ۱۸۳۳ است) در شهری کوچک در توبولسک متولد شد، (او در قیام دسامبر سال ۱۸۲۵ علیه رژیم سلطنتی مشروطه با اهالی روسیه شریک بود و باعث شد تبعید شود)
ازدواجِ پدر و مادرش به صورت عمومی ثبت شده بود، تنها بعد از تولد واسیلی که بعدها توانست با وجود اسم‌نویسی و ثبت ازدواج آن‌ها در کنار مادرش باشد. او صاحب منصب اجتماعی طلب بود (عضو طبقه متوسط اجتماع بود)، (پدرش عضو طبقهٔ اشراف جامعه بود). گریگووری کریدنر (پدر واسیلی پروف)، مرد ثروتمندی نبود اما علی‌رغم رابطه با خانواده‌اش به زور و اجبار دستگاه دولت را ترک کرده بود و چون او مرد سخاوتمندی بود شغلی دریافت با عنوان ناظر بر وضع و دارایی مختلف صاحبان دارایی و املاک دریافت کرد. گریگوری کریدنر، مردی با فرهنگی گسترده بود، او به تعدادی از زبان‌های خارجی سخن می‌گفت، ویولون خوب می‌نواخت و دربارهٔ هنر، دانایی بسیاری داشت.

## بررسی پیشینه هنری و آثار

شکارچی‌ها در حین استراحت، نگاره‌ای از واسیلی پروف که جمع سه نفره‌ای از شکارچیان را در حین صحبت‌های خودمانی و در میان بحثی مهیج به تصویر کشیده‌است. این اثر در سال ۱۸۷۱ میلادی خلق شد و اکنون در مالکیت نگارخانه ترتیاکوف قرار دارد.

اولین نمایش هنری واسیلی در یک خانه قدیمی شروع شد، پدرش به تصاویر او زیاد توجه می‌کرد و به آن‌ها زل می‌زد، پسرهای دیگر به تقلید از او تلاش می‌کردند ولی موفق نمی‌شدند و این‌ها جزء اولین پوشش‌های هنرمندانهٔ واسیلی بود و همچنین تأثیر قاطعانه کارهای او بر پدرش و علاوه بر اینکه او هنوز در سنین جوانی بود.
وقتی او تصمیم گرفت یک هنرمند شود تصویرش را در معرض نمایش داد و از نصیحتهای پدرش پند گرفت. اولین درس‌های پروف در خواندن و نوشتن بود که همه آن‌ها با خواننده همراه بود و در کلیسای محل انجام می‌گرفت. واسیلی را بخاطر دست خط خوبش لقب «قلم شاهپر» (quill pen) دادند که بعدها نام خانوادگی او قرار گرفت.
وقتی واسیلی هشت ساله بود تمام خانواده‌اش در شهر کوچکی از آرزاماس در استان نیژنی نووگورود زندگی می‌کردند. در حقیقت این از اهمیت بالایی در ترقی و پیشرفت در آیندهٔ یک هنرمند برخوردار بود.
مدرسهٔ هنری «آرزاماس بوستد الکساندر استاپینز» (Arzamas boasted Alexander Stupins) اولین مدرسه هنری در ایالت روسیه بود. از سال ۱۸۴۶ تا ۱۸۴۹ واسیلی در مدرسه درس می‌خواند و مدام از کارها و آثار اصلی تمرین می‌کرد، در این میان اولین نقاشی که او خود به تنهایی کشید (تصویر عیسی مسیح بر بالای صلیب بود) که آن را به کلیسای روستا به عنوان قسمتی از محراب کلیسا هدیه کرد، نزدیک شدن پروف به نقاشی‌هایش مشخصه‌ای از کارهای بعدی اش بود. تصویری از عیسی مسیح که برای یکی از دوستانش که اهل روستا بود در بنای صلیبی مخصوص فرستاد.
اثر سرباز دلیر با امضای پروف بود اما تاریخ نداشت و این کار تصویری از خودش بود که فکر می‌کرد در سال ۱۸۵۱ کامل خواهد شد. واسیلی در سال ۱۸۵۳ به مدرسه نقاشی و مجسمه‌سازی برای پیشرفت و فرهنگ هنرش به مسکو فرستاده شد. این مدرسه همراه با گروهی از عاشقان هنر و زیر نظر و حمایت فرهنگستان هنرهای سن پترزبورگ بر پا شد و به عنوان امتیازی در پایتخت روسیه بود. هر چند مدرسه کوچک‌ترین سیستم آموزشی آن زمان و همچنین جالب توجه دموکراتیک بود. واسیلی در طی ۲۵ سال در آثارش سبک ساده زندگی در مسکو را نشان داد. او از تمام پیشنهادهایی که از کارش به او داده بودند روی برگردانده بود و یکی از پیشنهادهای «زندگی در سنت پترزبورگ» بود. در آثارش تصاویری از مردمان با ادب و با تربیت، مهربان مسکو با حسی درونی از کمال پیدا کردیم. در هر روز زندگیش به پیدا کردن موضوعی می‌پرداخت و همین موضوعات مشوق او در خلق یک تفکر طبیعی از جهان اطرافشان بود. در سال ۱۸۵۰ استادان در مدرسه نقاشی و مجسمه‌سازی:
karl Rabus, Mikhail Scotti ,Yegor Vasilyev , Sergei Zaryanko , Apollon Mokritsky
به شاگردانشان روش‌ها و سبک هائی از نقاشی و هنر در زندگی یاد می‌دادند.
آن‌ها به پروفرش استعدادهای مخصوص می‌پرداختند که بخش مهمی از درس‌های آن‌ها بود. بیشتر شاگردان از خانواده‌های فقیر بودند، آن‌ها برای غذا و شهریه در مدرسه مجبور بودند پول زیادی را بپردازند. پروف هم خیلی زود خود را در مدارس دانش آموزان کم‌بضاعت پیدا کرد، زیرا پدر و مادرش در موقعیتی نبودند که بتوانند به او کمک مالی کنند. خوشبختانه مدرسه‌ای از استعدادهای ادبی تأسیس شد و این مدرسه مانند گم شده‌ای بود برای حمایت از هدف‌های دانش آموزان فقیر.
اولین ترکیب و روش مهم پروف به عنوان یک شاگرد مدرسه‌ای (ناحیهٔ رسیدگی افسر پلیس) در سال ۱۸۷۵ بود که شایستهٔ یادداشت‌های مخصوص بود. موضوع این تصویر یک موضوع اجتماعی اخلاقی است. او می‌توانست با یک با یک هنرمند که آشنائی خوبی با زندگی در حومهٔ شهر داشت خود بینی داشته باشد ولی به نظر می‌رسید در این بحران نظر کار سودمندی نیست.

## جوان گناهکار روستایی

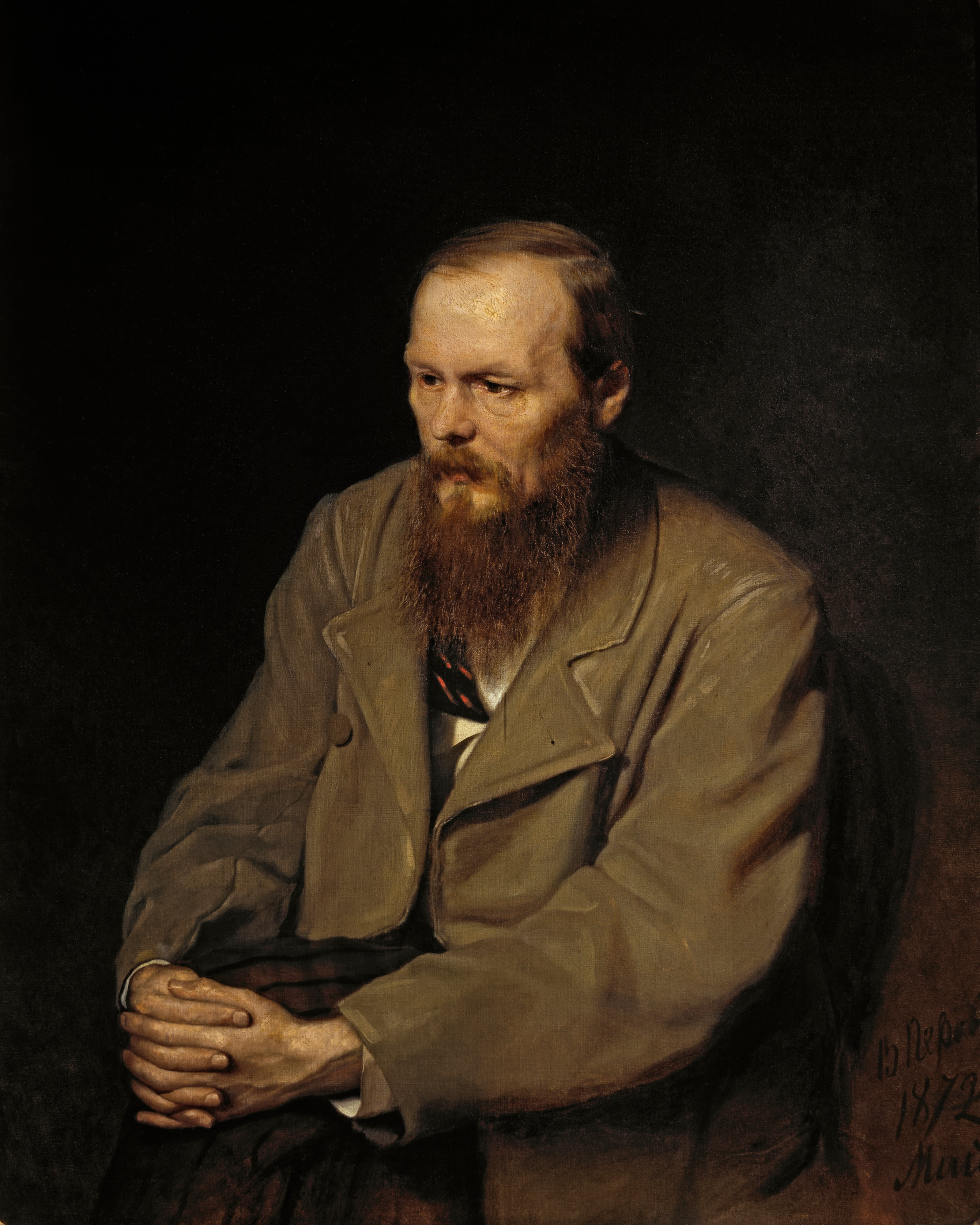
فئودور داستایفسکی (۱۸۷۲)

این قطعه هنری نشاندهنده یک جوان روستائی است با مسئولیتی همراه با گناه که ممکن است به افسر پلیس یک ناحیه یا سرپرست روستا اشاره کند. این تصویر اولین تصویری بود که از موقعیت و وضع ناسازگاری در زندگی جماعت دهقانان در هنر روسیه‌ای اشاره می‌کرد و این یک پیشنهاد برتر بود از مغایرت الگوها و حتی مغایرت از صفات ممتاز.
این کامل‌ترین نهاد در مسیر ساخت بود. حال اگر چه باید راه و روش یک سنت نسبتاً خوب اجرا می‌شد. بدین گونه که جایگاه شخصیت اصلی در نقطهٔ مرکز بود. به کار بردن نور همراه با رنگ و ذات روستائی شخصیت، توانست آن را به صورت دلخواه درآورد و آن را برجسته نمایش دهد.
حتی پاره گی پیراهن آن جوان به عنوان یک قهرمان قدیمی بسیار واقعی است در صورتی‌که افسر پلیس و منشی در شیوه و طرز نقاشی روسی کشیده شده‌اند؛ و بیشتر این تصویر شبیه واقعیت به زندگی است. وقتی هیچ نمایشی از پیکر و حالت نباشد ما نباید از این واقعیت به یک شخصیت بدین گونه نمایش داده می‌شود چشم پوشی کنیم؛ و این با سنت مردم سازگار نبود و امکان داشت هنرمند چون از قیافه ترکیبی به‌دست نمی‌آورد از آن به عنوان یک امتحان و آزمون استفاده کند. یک بطری عرق ودکا و یک سبد تخم مرغ رشوه برای ملاقات با افسر پلیس، این منظره خالی از شانس نیست، پیکر جوان روستائی اشخاص عالی‌رتبه و صاحب منصب و تأکید بر درمانده و بیچاره بودن او حتی بی گناهی او از شخصیتش که در مرکز تصویر قرار دارد مشخص است. این نشاندهندهٔ اظهار ناسازگاری هنرمند این تصویر و حالت انتقادی است که او در این نقاشی داشته.

## صحنه کنار قبر
از دیگر آثار پروف، وقتی که به عنوان شاگرد در مدرسه بود: صحنه کنار قبر است در سال (۱۸۵۹)، راهی بود که با علامت شروع شد که مقدار و اندازه‌اش پایه و اساس یک سرود روسی است.

اشک‌های مادر شبیه یک رودخانهRushing است.

اشک‌های خواهر شبیه جریان یک رودخانه است.

اشک‌های همسر شبیه سقوط شبنم است.

وقتی خورشید بالا می‌آید شبنم می‌رود.
گرچه نمایشی کلی از منظره عرفی است، در نتیجه انسان باید توانائی انتظار برای چنین تصویری را داشته باشد، این اثری بود که از زندگی واقعی ساخته شده بود. بیشتر واقعیت پیکر در ترکیب پیکر است، سربازی که تقریباً کنار ایستاده، با گردش سبیل و پاپیون سه زن این تصویری دور از موفقیت هنرمندانه است؛ و این تصویر به خاطر پیچیدگی اش جالب است، برای مثال به عنوان یک خرده متن حل نشده در امضایی هنرمندانه، روی قبر صلیبی شکل، به نظر می‌رسیده این نوشته نوعی وفات نامهٔ خیالی پروف به خودش بوده‌است.

## مشخصه آثار
در بالا دو تصویر از پروف ذکر شد که پیش از این شامل مشخصه‌ای کلی از آثار بعدیش بود، منظره غیررسمی اش در جهان، رسیدگی اش به اجتماع و مشکلات اخلاقی از حقیقت، و علاقه‌اش برای عموم و گاهی مسائل فلسفی، عقیدتی و خیالی، او همیشه تلاش می‌کرد فرهنگی همیشگی به عمارت نقاشی‌هایش نزدیک شود و بتواند بر آثارش چیره شود.

## نگارخانه

Paris Ragman, 1864
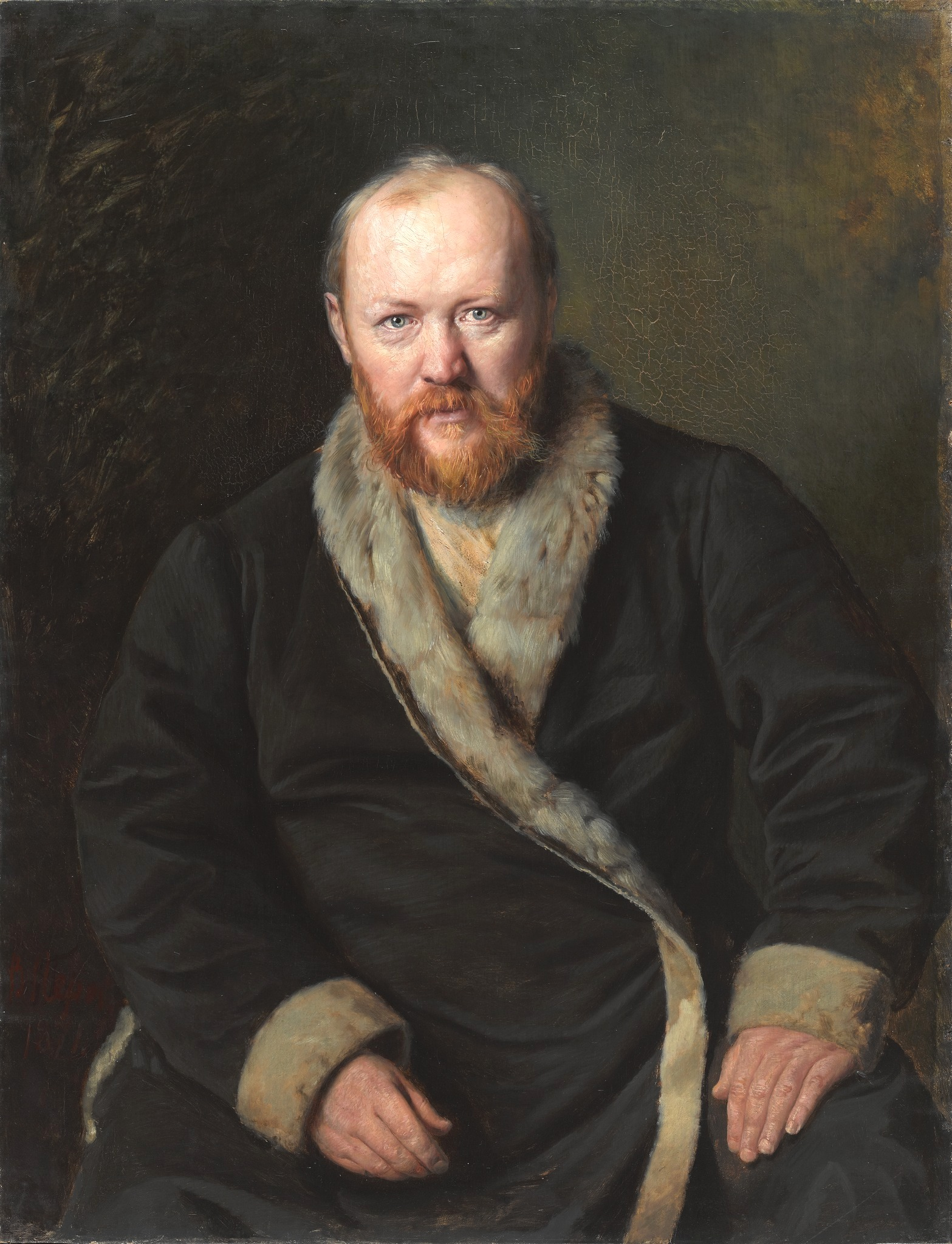
آلکساندر آستروفسکی،  ۱۸۷۱
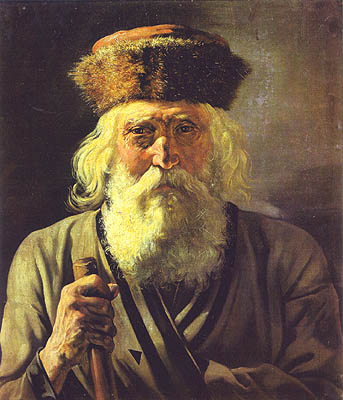
Old man, 1868
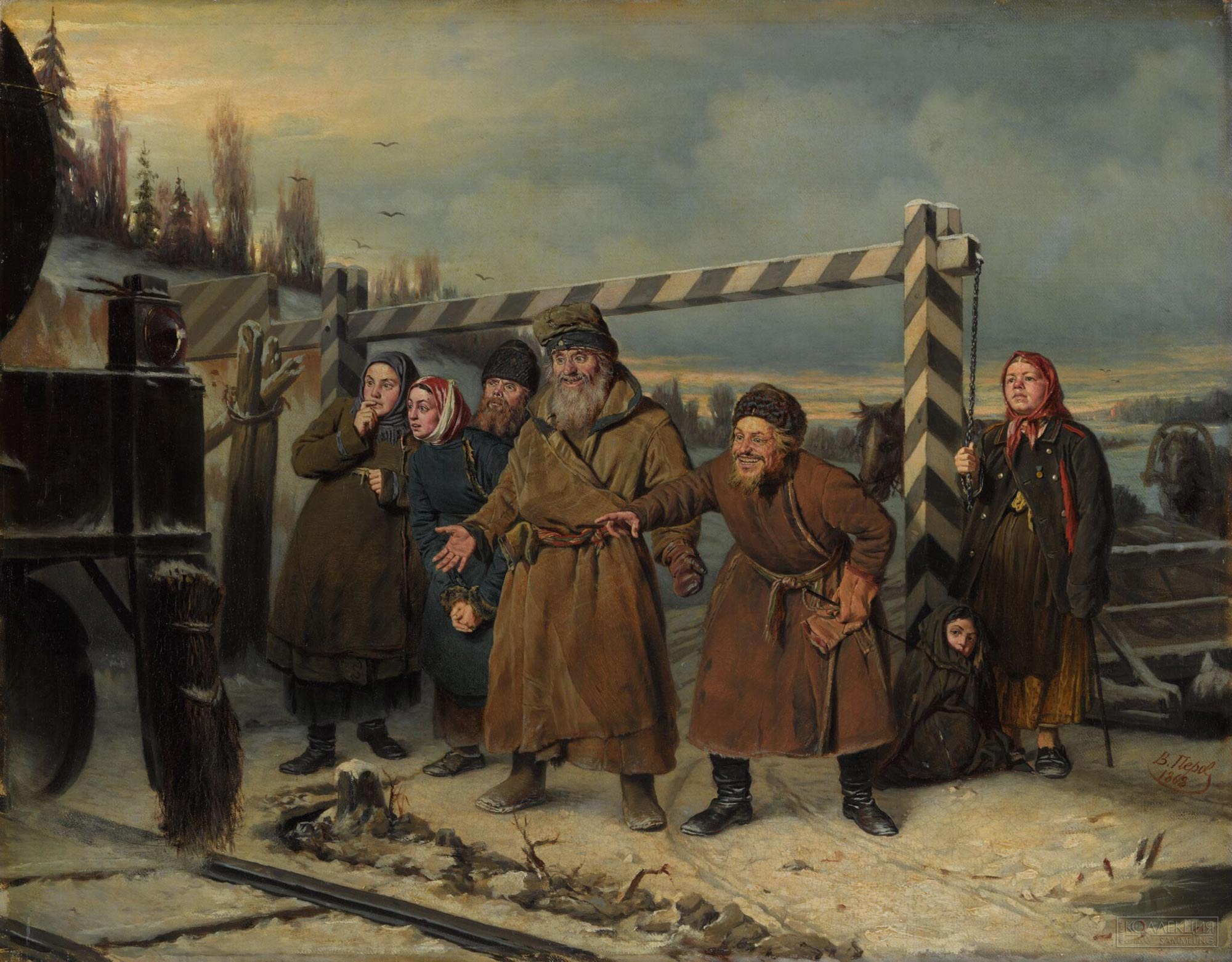
A Scene at the Railroad, 1868
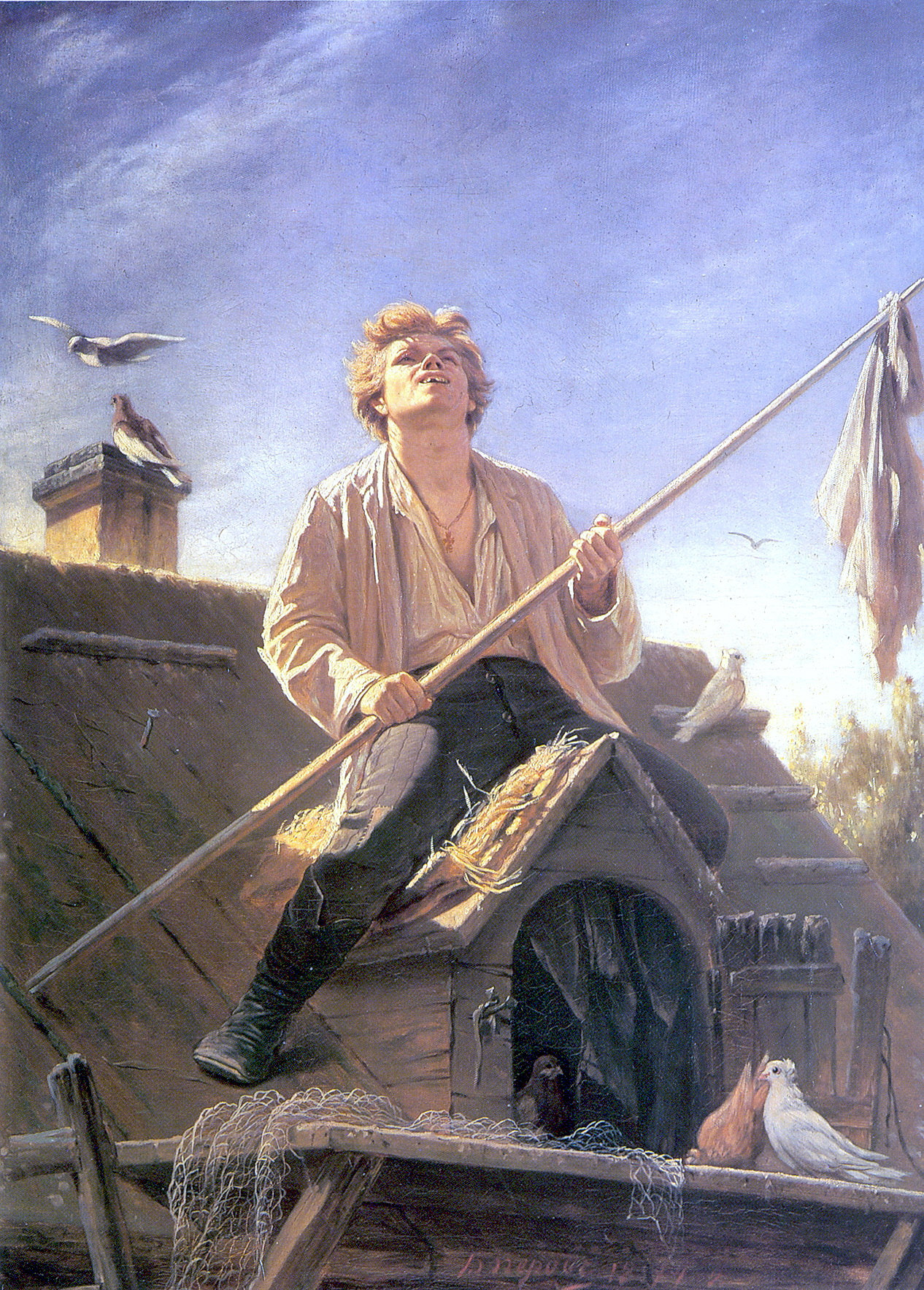
The Bird-Catcher, 1870
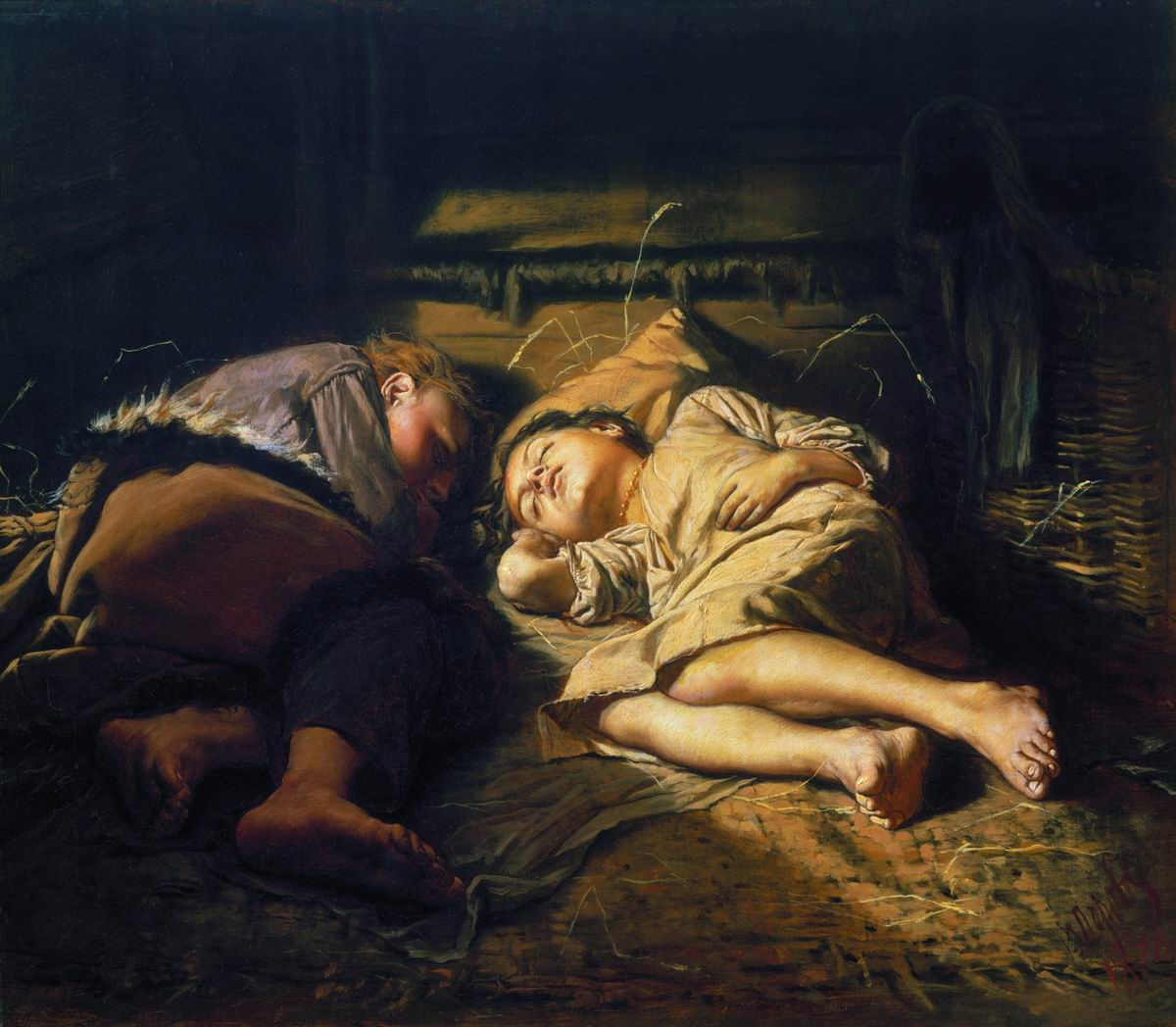
Sleeping Children, 1870
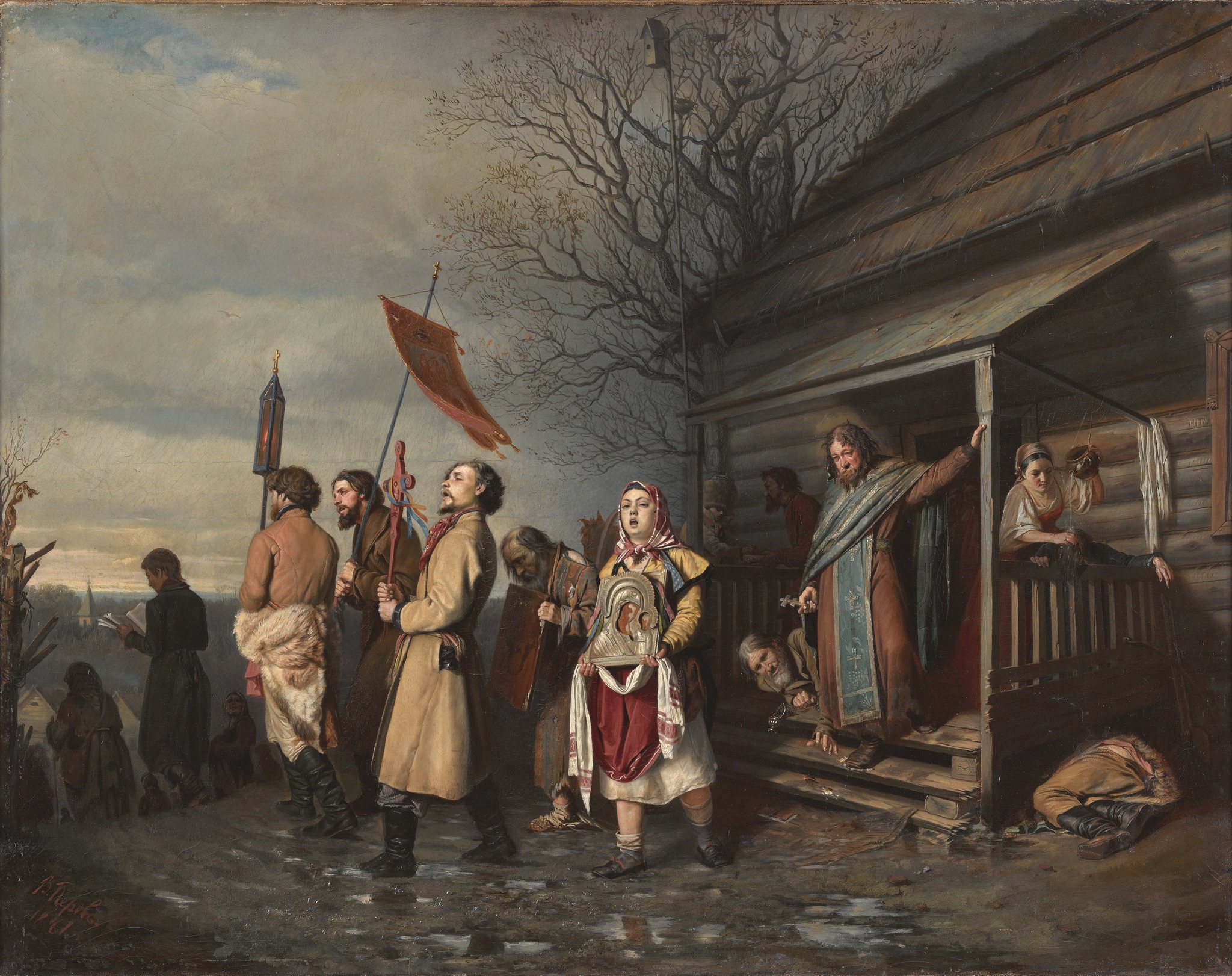
Easter Procession
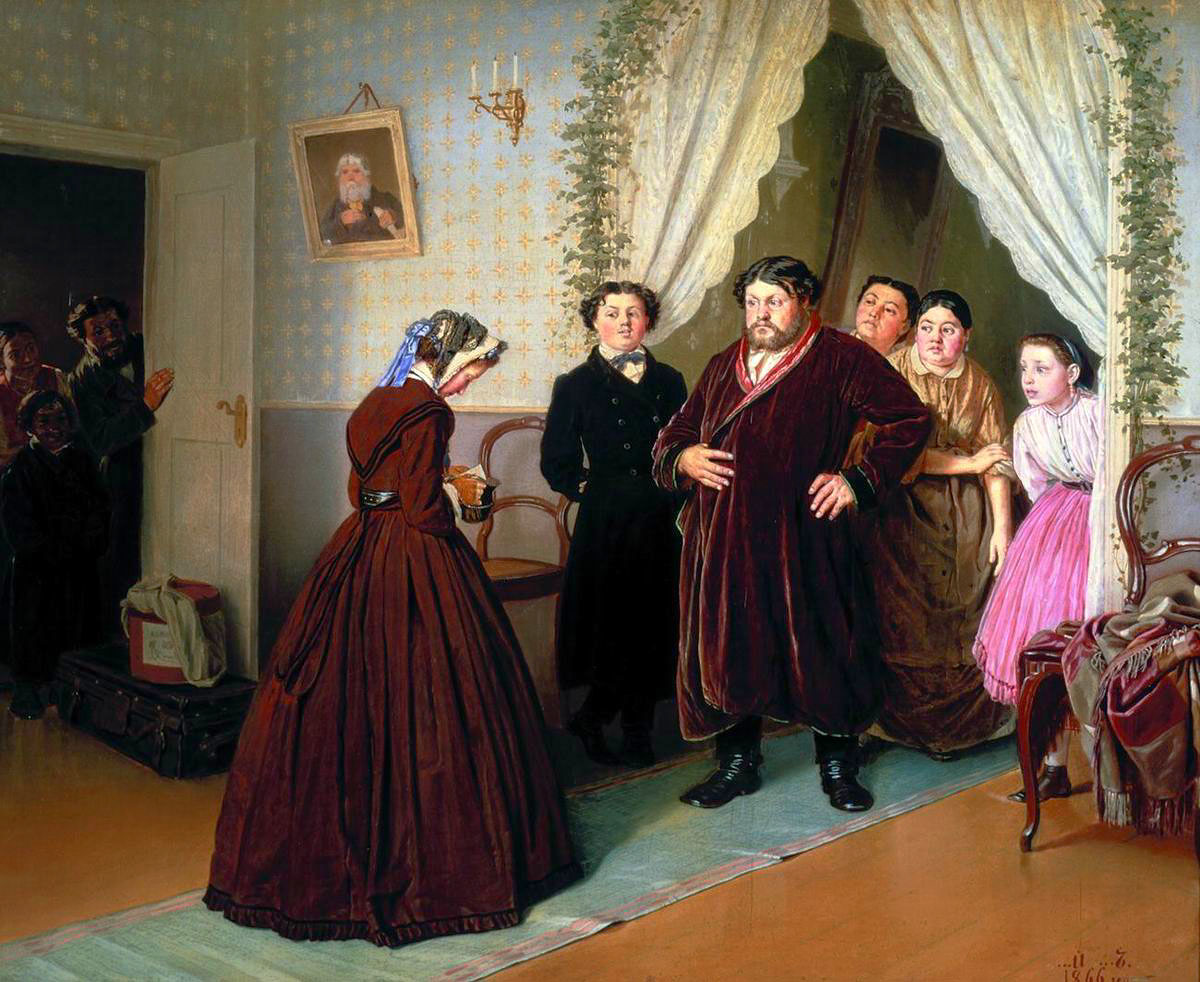
A Governess Arriving at a Merchant's House
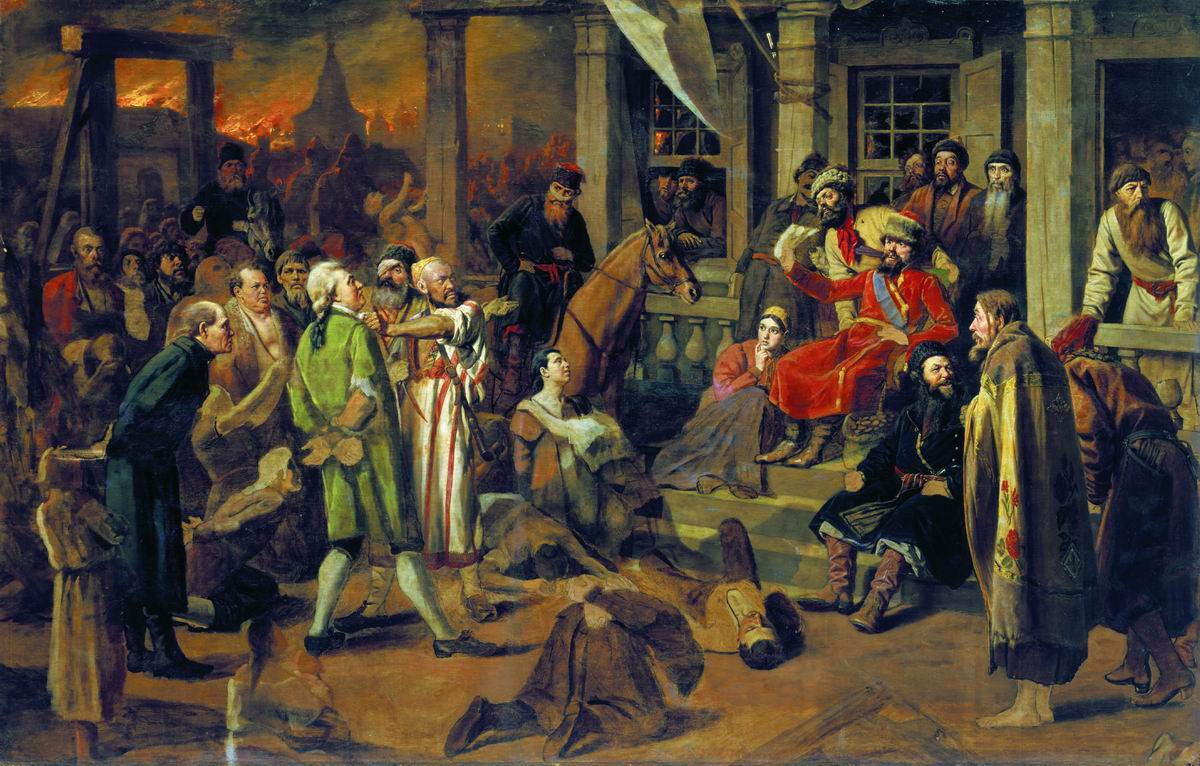
یملیان پوگاچوف Judgement, 1879
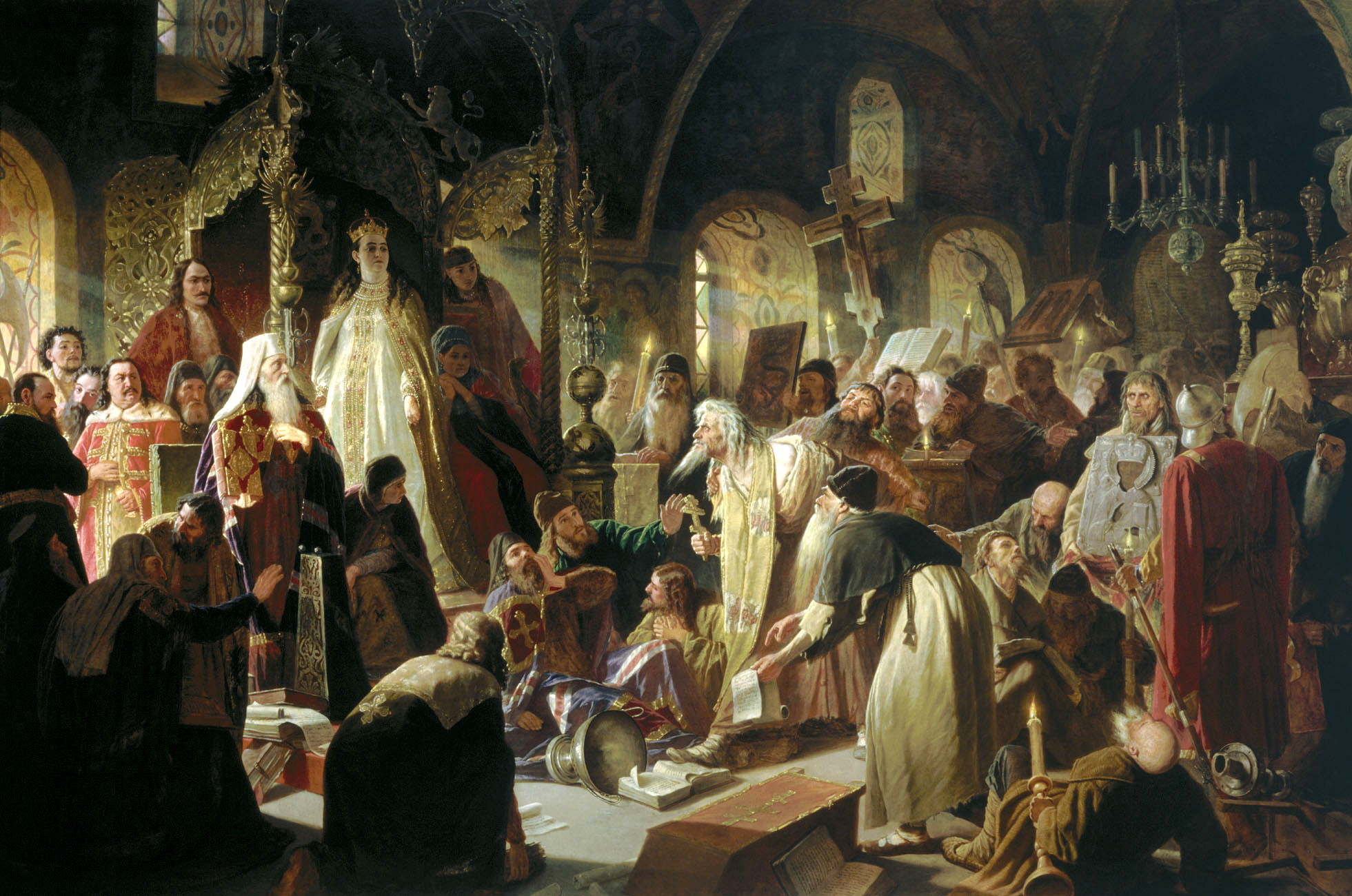
Nikita Pustosviat. Dispute on the Confession of Faith, 1881